# 医女
医女（いじょ）は、李氏朝鮮における両班や王族などに属する高貴な女性を診察するための婢身分の医師である。医女はすべて朝鮮王朝が管理し、王朝に属した。女医とも呼ぶ。「薬房妓生」とも称されて芸道にも通じたことから、風紀が乱れて末期には妓生（売春婦）と実質的に同一化した。
医女に相当する制度は、日本においては『養老律令』の『養老医疾令』の中に既に見られるため、同時代の唐にもこの制度が存在したと思われる。日本においてこの制度は消滅している。また、高麗時代に医女に相当するものが存在したことを証明できないため、過去の医女制度と李氏朝鮮時代の医女制度の関係は不明である。

## 李氏朝鮮における医女制度
第3代王太宗6年（1406年）、済生院に命じて、公奴婢の童女の中から数十人を選び、医薬・鍼灸などを教えたことを始まりとする。朱子学が非常に重んじられた朝鮮では、女性が男性に肌を見せることを極端に禁じたため、重病の女性が男性医師の診察や治療が受けられないまま死亡する例が後を絶たなかった。そのため、女性を診察する医女が必要となったのである。
この処置は好評であったとされ、診療を求める者が多く需要に応じきれないため、新たに奴婢の中から13歳以下の童女を選別し、これを養育した。医女は、薬房妓生とも言われ、一牌の官妓という身分を与えられ、宮中で歌舞音曲を演じる妓生と女医を兼ねた。更に医女は宮中の他、一般庶民を治療する恵民署にも配属された。医女の育成制度は第4代王世宗期に完成を見、第9代王成宗期が全盛期であった。しかしながら成宗時代より（成宗も女色に関しては寛大な傾向があり、身分を隠して巷の妓生と戯れたと「野史」に記される）風紀の乱れが徐々に生じ、次代燕山君の時代に入ると、歴代の王の中でも特に女色を好んだこの王の政策で、紊乱は極まって、王の酒宴に医女を侍らせることが多くなり、医療の職務より、心を楽しませて癒す行為に着目され、役目を逸脱して妓生の職務と同じようになっていった。
燕山君がクーデターにより廃位され、その腹違いの弟である中宗が王位に就くと綱紀粛正を行い、中宗5年、11年、12年、30年に医女が酒宴に出ることを禁じる令を出しているが、何度も令を出してもあまり効果はなく、李氏朝鮮後半の時代になると医女と妓生は事実上同化し、妓生が逆に内宮の医療を見るケースも増え、医女制度は完全に廃れていった。1895年の甲午改革で医女の名称も消滅した。

## 李氏朝鮮における著名な医女
『朝鮮王朝実録』には以下の医女の名前が見られる。
- 成宗期 - 接常・長徳・貴今
- 中宗期 - 信非・長今（チャングム）
- 明宗期 - 銀非
- 宣祖期 - 西施・思郎妃・善徳・秀蓮妃・愛鐘
- 光海君期 - 連生